# Berit Valentin Eriksen
Berit Valentin Eriksen (født i Horsens i 1960) er en dansk professor i arkæologi specialiseret i den sene istids rensdyrjægere, der levede som jæger-samlere i det nuværende Danmark med særligt fokus på menneskene og deres genstande. Hendes forskning har gjort hende til en fremtrædende figur i nordisk arkæologi, og hun er særligt anerkendt som ekspert i flintredskaber.
Valentin Eriksen har forsket indgående i den ældre stenalder gennem hele sin karriere med særligt fokus på perioden 15.000-7.500 f. Kr. I 2021 blev hun udnævnt til æresprofessor ved Christian-Albrechts Universität zu Kiel på afdelingen for forhistorisk og protohistorisk arkæologi. Her underviser hun i forhistorisk og protohistorisk arkæologi.
Fra 2009-2023 var Valentin Eriksen forskningschef ved Centrum for Baltisk og Skandinavisk Arkæologi (ZBSA) på Gottorp Slot i Slesvig. Forskningscentret ZBSA blev grundlagt i september 2008 og i 2009 blev Valentin Eriksen hentet til en nyoprettet stilling som forskningschef. Den 1. januar 2024 fusionerede ZBSA med LEIZA, hvorefter hun fortsatte i en nyoprettet stilling som seniorforsker ved Museum for Arkæologi på Gottorp Slot. Hun indgår i en lang række forskningsprojekter, hvor hun bidrager med sin ekspertviden. Bogen Flintstudier fra 2000 redigeret af Valentin Eriksen er en nøglebog[kilde mangler] i dansk arkæologi med dens præsentation af systematiske analyser af flintinventar. Den udkom 3. oplag i februar 2024.

## Karriere
Valentin Eriksen begyndte at læse arkæologi på Aarhus Universitet i 1978, hvorfra hun blev kandidat i forhistorisk arkæologi i 1984 med speciale i Brommekulturen. Valentin Eriksens interesse for den ældre stenalder blev vakt som studerende, og det samme gjorde hendes forskningsinteresse for forholdet mellem menneske og natur. I 1989 blev hun som den første danske kvinde ph.d. i forhistorisk arkæologi fra Aarhus Universitet[kilde mangler] med afhandlingen Change and Continuity in a Prehistoric Hunter-Gatherer Society.
Fra 1990-1992 var Valentin Eriksen post.doc. på Tübingen Universitet som Alexander von Humboldt forskningsstipendiat.
Fra 1992-1995 var Valentin Eriksen adjunkt på Aarhus Universitet med en forskningsbevilling fra Det Frie Forskningsråd Kultur og Kommunikation. Dernæst fulgte et år som post.doc. på Thisted Museum koblet sammen med omfattende forskningsrejser til Tyskland. I 1997 blev Valentin Eriksen ansvarshavende redaktør af Nordic Archaeological Abstracts, der udkom fra 1974-2000 og bestod af en guide til hvert års akademiske publikationer om nordisk arkæologi.
Fra 1997-2002 var Valentin Eriksen ansat som lektor på Aarhus Universitet med ansvar for forskning og undervisning i palæolitisk og mesolitisk arkæologi. I samme periode var hun også beskæftiget som forskningsstipendiat på endnu en post.doc. udført i samarbejde med Thisted Museum og Ferskvandsmuseet.
Fra 2002-2004 var Valentin Eriksen akademisk projektleder på Moesgaard Museum. Derefter var hun seniorforsker samme sted fra 2004-2007 via en forskningsbevilling fra Det Frie Forskningsråd.
Fra 2007-2008 var Valentin Eriksen ansat som lektor på Aarhus Universitet, hvor hun forskede og underviste i palæolitisk og mesolitisk arkæologi.
I 2009 blev Valentin Eriksen udpeget som forskningschef på det tyske forskningscenter Centrum for Baltisk og Skandinavisk Arkæologi eller ZBSA, der indtil 31. december 2023 var en afdeling ved Stiftung Schleswig-Holsteinische Landesmuseen Schloss Gottorf i Slesvig. Den 1. januar 2024 fusionerede ZBSA med LEIZA, hvorefter Valentin Eriksen fortsatte i en nyoprettet stilling som seniorforsker ved Museum for Arkæologi på Gottorp Slot.
I 2010 forsvarede Valentin Eriksen den tyske doktordisputats kaldet habilitation ved Universitetet i Tübingen. Den dertil knyttede status som privatdocent med forelæsningsret fik hun i 2011 overført til Kiel Universitet, og fra 2014-2017 blev Valentin Eriksen også udnævnt som honorarprofessor (Professor II) på Bergen Universitets afdeling for Arkæologi, Historie, Kulturelle Studier og Religion.
I anerkendelse af hendes store indsats indenfor såvel forskning som undervisning, her ikke mindst adskillige vellykkede afgangskandidater med Master- eller Ph.d.-eksamen,[kilde mangler] blev Valentin Eriksen i 2021 udnævnt til æresprofessor på Kiel Universitet.

### Forskningsprojekter og samarbejde
Valentin Eriksen er en kendt[kilde mangler] og respekteret[kilde mangler] ph.d.-underviser fra sine mange år som underviser tilknyttet Aarhus Universitet og senere som forskningschef på ZBSA. Dansk arkæologi nyder særdeles godt af dette[kilde mangler] i form af samarbejdsprojekter og forskning. Som eksempel kan nævnes Helene Agerskov Roses ph.d.-projekt under paraplyen ”CRC 1266: Scales of Transformation – Human-Environmental Interaction in Prehistoric and Archaic Societies”,  kontinuerligt samarbejde med Morten Fischer Mortensen fra Nationalmuseet om eksempelvis redskaber af rensdyrgevir fra palæolitikum, og et projekt om dødishuller fra slutningen af palæolitikum. I den forbindelse undersøgte tidligere ph.d.-studerende ved Universitetet i Kiel Erica Corradini sammen med Berit Valentin Eriksen, Morten Fischer Mortensen, Martin Krog Nielsen m.fl. en jagtplads dateret til Brommekulturen (ca. 11.000-10.500 f.Kr.) fundet i et dødishul i Tyrsted ved Horsens. Valentin Eriksen har ansat master- og ph.d.-studerende på mange af sine projekter. Gennemførselsprocenten for hendes studerende er høj med 8 færdige masters og 11 færdige ph.d’er. To af dem arbejder i dag på danske museer. Den ene er ph.d. og forskningskoordinator på Museum Lolland-Falster, Daniel Groß. Den anden er ph.d. i pollenanalyse og miljøarkæologi på Nationalmuseet, Sascha Krüger.
Gennem sin karriere har Valentin Eriksen stået for en række internationale forskningsprojekter. Det har resulteret i at der i 2010 blev opstartet et laboratorium på ZBSA til at studere slidsporsanalyser på redskaber af flint,  nye analyser af de såkaldte Lyngby-økser,  ny forskning i hvorledes viden bliver givet videre i bronzealderens flintredskaber,  og forskning i Hammelev-graven, der er en brandgrav fra Maglemosekulturen udgravet af Museum Sønderjylland. Blinkerwall på bunden af Østersøen er endnu et eksempel på et stort forskningsprojekt, der trækker på Valentin Eriksens ekspertise i jæger-samlerne efter den sidste istid. Blinkerwall er en palæolitisk jagtstruktur i form af en stor stenmur, som de forhistoriske jæger-samlere for 10.000-11.000 år siden brugte til at jage rensdyr i stor skala.

#### Variation i jæger- og samlersamfund, 1990-1992
Forskningsprojektet  Räumliche Variabilität der urgeschichtlichen Jäger- und Sammler-gemeinschaften im spätglazialen und frühpostglazialen Mittel- und Nordeuropa blev finansieret af Alexander von Humboldt Research Foundation med Valentin Eriksen som hovedforsker. Projektet var den umiddelbare og direkte fortsættelse af Valentin Eriksens Ph.d.-forskning og gav mulighed for at se resultaterne fra Ph.d.-afhandlingens sydtyske fokusområde i en større centraleuropæisk sammenhæng.

#### Mønstre i etnografisk variation, 1992-1995
Forskningsprojektet Patterns of ethnogeographic variability in late Pleistocene and early Holocene Central and North Europe blev finansieret af DFF Kultur og Kommunikation med Valentin Eriksen som hovedforsker. Et centralt emne i Valentin Eriksens forskning er, at stenalderarkæologi må og skal være grænseoverskridende. Nutidens nationalgrænser er irrelevante for studiet af datidens mobile jæger-samler befolkning som vandrede rundt over et stort område. I erkendelse heraf var dette projekt fokuseret på det store, regionale billede i forhold til de menneskegrupper der befolkede det central- og nordeuropæiske område i senglacial og tidligt postglacial tid. Dvs. tidsrummet ca. 8000-15.000 før nu.

#### Produktionsstrategier i bronzeralder-flintarbejde, 2004-2007
Forskningsprojektet Production strategies in Bronze Age flint-working - the decline and fall of a master craft blev finansieret af DFF Kultur og Kommunikation med Valentin Eriksen som hovedforsker. I dette forskningsprojekt fokuserede Valentin Eriksen på flinthåndværkets svanesang manifesteret i dolktidens fantastiske redskaber (som f.eks. Hindsgavldolken), men også den efterfølgende brydningstid, hvor metallerne får overtaget og flinthåndværket langsomt går i glemmebogen. Denne forskning var en væsentlig del af Valentin Eriksens tyske disputats (Habilitation) og mundede bl.a. ud i et væsentligt bidrag til den store monografi om Bronzealderbebyggelsen fra Bjerre i Thy. Valentin Eriksen viderefører projektet sammen med kolleger og Ph.d.-studerende ved Universitetet i Kiel, men nu med fokus på læringsprocesser i flinthåndværket.

#### Scales of Transformations, 2016-2024
Forskningsprojektet blev finansieret af det Det Tyske Forskningsråd og foregik på Kiel Universitet. Herunder var Valentin Eriksen hovedforsker sammen med M. Weber på Pioneers of the North: Transitions and transformations in Northern Europe evidenced by high-resolution datasets (c. 15000-9500 BCE). Et andet projekt med Valentin Eriksen, M. Furholt, W. Kirleis og J. Müller som hovedforskere handlede om de sociale dimensioner ved teknologiske forandringer.

## Æresudnævnelser og hverv
I 2002 modtog Valentin Eriksen Westerby-Fondets rejselegat. I 2014 modtog Valentin Eriksen Westerbyprisen. Daværende direktør for Nationalmuseet og formand for fondet, Per Kristian Madsen udtalte at “Vi har i bestyrelsen for Erik Westerby-Fondet besluttet, at Westerbyprisen for 2014 tildeles Berit Valentin Eriksen for hendes vedholdende internationale engagement, energiske indsats og imponerende resultater i udforskningen af den ældre stenalder og de første mennesker, der bosatte sig i Danmark og Slesvig-Holsten i den sene del af istiden”.
Fra 1998-2009 var Valentin Eriksen stiftende medlem og sekretær for UISPP (International Union of Prehistoric and Protohistoric Sciences) Kommission XXXII for Final Palaeolithic of the Great European Plain / Paléolithique final de la Grande Plaine européenne.
Fra 2009-2018 var Valentin Eriksen præsident for UISPP-kommissionen for The Final Palaeolithic of Northern Eurasia / Le Paléolithique Final de l’Eurasie du Nord.
Mellem 2006-2010 var Valentin Eriksen dansk medlem af UISPPs råd og fra 2010-2018 medlem af direktionsrådet.
Fra 1992-2003 var Valentin Eriksen stiftende medlem og sekretær for INQUA arbejdsgruppen med fokus på den arkæologiske forskning i perioden omkring den pleistocæne-holocæne overgang. Mellem 1999-2003 var Valentin Eriksen desuden sekretær for INQUA-kommissionen for menneskelig evolution og palæoøkologi.
I 1999-2003 var Valentin Eriksen stiftende medlem og sekretær i den danske Alexander von Humboldt klub.

### Forskningsnetværke
Valetnin Eriksen har været stiftende medlem af en række forskningsnetværk:
- Nordic Blade Technology Workshop[12]
- Stoneage Bog Group Network[12]
- SoDiTeCh – Social Dimensions of Technological Change[12]

## Udvalgte publikationer
Valentin Eriksen er kendt for sine utallige publikationer,  og her vises et udvalg af disse. Samtlige publikationer er opremset på Valentin Eriksens hjemmeside.
- Berit Valentin Eriksen (1991). Change and Continuity in a Prehistoric Hunter-Gatherer Society: A study of cultural adaptation in late glacial – early postglacial southwestern Germany. ISBN 3-921618-33-9
- Berit Valentin Eriksen (red.) (2000) FLINTSTUDIER – en håndbog i systematiske analyser af flintinventarer. Aarhus Universitetsforlag. Aarhus. ISBN 87-7288-613-7
- Berit Valentin Eriksen (red.) (2006). Stenalderstudier. Tidligt mesolitiske jægere og samlere i Sydskandinavien. Jutland Archaeological Society Publications Vol. 55. Højbjerg. ISBN 87 88415 40 6
- Berit Valentin Eriksen, E. Rensink & S.K. Harris (red.) 2019: The Final Palaeolithic of Northern Eurasia. Proceedings of the Amersfoort, Schleswig and Burgos UISPP Commission Meetings. Schriften des Museums für Archäologie Schloss Gottorf - Ergänzungsreihe, Band 13. Kiel. ISBN 978-3-86935-363-0
- T. Earle, A.-L. Haack Olsen, B.V. Eriksen, P.S. Henriksen & I.K. Kristensen (2022). “Everyday Life at Bjerre Site 7, a Late Bronze Age House in Thy, Denmark”. European Journal of Archaeology, 25/3, 2022, S. 372-395. https://doi.org/10.1017/eaa.2021.63
- M. Wild, M.F. Mortensen, N.H. Andreasen, P. Borup, C. Casati, B.V. Eriksen, L. Frost, K.M. Gregersen, M.B. Henriksen, M. Kanstrup, J. Olsen, K.B. Pedersen, P.V. Petersen, C. Ramskov, L. Sørensen, M. Sørensen & S. Wåhlin (2022). “Palaeolithic bone and antler artefacts from Lateglacial and Early Holocene Denmark: technology and dating. Quartär 67, 2020, S. 105-180. https://doi.org/10.7485/qu.2020.67.88925
- J. Geersen, M. Bradtmöller, J. Schneider von Deimling, P. Feldens, J. Auer, P. Held, A. Lohrberg, R. Supka, J. Hoffmann, B.V. Eriksen, W. Rabbel, H. Karlsen, S. Krastel, D. Brandt, D. Heuskin & H. Lübke (2024). A submerged Stone Age hunting architecture from the Western Baltic Sea. PNAS, 121(8). S. 1-11. https://www.pnas.org/doi/10.1073/pnas.2312008121